# Бад-Доберан (район)
Бад-Добера́н (нем. Bad Doberan) — бывший район в Германии, в составе земли Мекленбург-Передняя Померания. Центром был город Бад-Доберан.
В 2011 году был объединён с районом Гюстров в район Росток.
Занимал площадь 1,362 км². Население — 119 620 чел. Плотность населения — 88 человек/км².
Официальный код района — 13 0 51.
Район подразделяется на 64 общины.
Выходил на побережье Балтийского моря и окружал со стороны суши город Росток, граничил с районами: Северная Передняя Померания, Гюстров и Северо-Западный Мекленбург.

## История
До 500 г. н.э. в районе преобладают восточные германские племена, которые затем мигрируют на запад.
Позднее это был преимущественно сельский крайне слабозаселённый район, в котором жили вплоть до XII века в основном славянские народы. Остатки славянского храма существуют до сих пор в городе Рерик. Этот город наряду со многими другими имеет в своём названии славянские корни. В 1160 район был покорен Генрихом Львом. После этого в регионе поселились германские монахи, крестьяне и торговцы. В Средние века благополучие Бад-Доберана определялось главным образом близостью к ганзейскому городу Росток. Во время Тридцатилетней войны население было почти полностью истреблено.
Начиная с 1793 года, после возникновения курорта Хайлигендамм (в настоящее время — часть города Бад-Доберан), — место летней резиденции князей из Мекленбурга-Шверина.

## География
Район имеет береговую линию на балтийском побережье протяженностью 62 км. Находится на обеих сторонах реки Варнов в её низовьях. Сам город Росток не является городом районного подчинения, а по статусу приравнивается району и входит в состав федеральной земли непосредственно.

## Города и общины
1. Бад-Доберан (11 424)
2. Граль-Мюриц (4241)
3. Заниц (5895)
4. Затов (5906)
5. Крёпелин (5027)
6. Кюлунгсборн (7345)
7. Нойбуков (4270)

Управления
Управление Бад-Доберан-Ланд
1. Адмансхаген-Баргесхаген (2866)
2. Бартенсхаген-Паркентин (1270)
3. Бёргеренде-Ретвиш (1739)
4. Виттенбек (759)
5. Нинхаген (1765)
6. Редделих (883)
7. Речов (1000)
8. Хоэнфельде (845)
9. Штеффенсхаген (500)

Управление Карбек
1. Бродерсторф (3012)
2. Клайн-Куссевиц (752)
3. Мандельсхаген (273)
4. Поппендорф (753)
5. Роггентин (2612)
6. Тулендорф (544)
7. Штайнфельд (604)

Управление Нойбуков-Зальцхаф
1. Альт-Буков (556)
2. Ам-Зальцхафф (501)
3. Басторф (1143)
4. Биндорф (1312)
5. Каринерланд (1221)
6. Кирх-Мульзов (362)
7. Рерик (2370)

Управление Ростоккер-Хайде
1. Бентвиш (2565)
2. Бланкенхаген (882)
3. Гельбензанде (1794)
4. Мёнхгаген (1093)
5. Рёверсхаген (2465)

Управление Шван
1. Бениц (385)
2. Брёбберов (508)
3. Виндорф (789)
4. Кассов (391)
5. Рукитен (343)
6. Форбек (340)
7. Шван (5329)

Управление Тессин
1. Гневиц (222)
2. Граммов (202)
3. Зельпин (550)
4. Каммин (854)
5. Нустров (161)
6. Тельков (502)
7. Тессин (4086)
8. Царневанц (414)
9. Штуббендорф (142)

Управление Варнов-Ост
1. Дамм (657)
2. Думмерсторф (2647)
3. Кавельсторф (1215)
4. Кессин (1474)
5. Либлингсхоф (704)
6. Призанневиц (615)

Управление Варнов-Вест
1. Крицмов (3212)
2. Ламбрехтхаген (2967)
3. Папендорф (2463)
4. Пёльхов (978)
5. Цизендорф (1361)
6. Штебелов (1318)
7. Эльменхорст (4242)